# Berga, Tjörns kommun
Berga är en bebyggelse i Valla socken i Tjörns kommun i Västra Götalands län. Området avgränsades före 2015 till en småort och räknas från 2015 som en del av tätorten Höviksnäs.